# Australian Championships 1967
Die 55. Australian Championships 1967 waren ein Tennis-Rasenplatzturnier der Klasse Grand Slam, das von der ILTF veranstaltet wurde. Es fand vom 20. bis 30. Januar 1967 in Melbourne, Australien statt.
Titelverteidiger im Einzel waren Roy Emerson bei den Herren sowie Margaret Court bei den Damen. Im Herrendoppel waren Fred Stolle und Roy Emerson, im Damendoppel Carole Graebner / Nancy Richey die Titelverteidiger. Im Mixed waren Judy Tegart und Tony Roche die Titelverteidiger.

## Herreneinzel
| Nr. | Spieler         | Erreichte Runde |
| --- | --------------- | --------------- |
| 01. | Roy Emerson     | Sieg            |
| 02. | Arthur Ashe     | Finale          |
| 03. | John Newcombe   | Halbfinale      |
| 04. | Cliff Richey    | Viertelfinale   |
| 05. | Tony Roche      | Halbfinale      |
| 06. | Mark Cox        | Viertelfinale   |
| 07. | Owen Davidson   | Viertelfinale   |
| 08. | Graham Stilwell | Achtelfinale    |

| Nr. | Spieler              | Erreichte Runde |
| --- | -------------------- | --------------- |
| 09. | Bill Bowrey          | Viertelfinale   |
| 10. | Jim McManus          | Achtelfinale    |
| 11. | Ray Ruffels          | Achtelfinale    |
| 12. | Patrick Hombergen    | 2. Runde        |
| 13. | Barry Phillips-Moore | Achtelfinale    |
| 14. | Jim Osborne          | Achtelfinale    |
| 15. | Will Coghlan         | Achtelfinale    |
| 16. | Dave Power           | 2. Runde        |

## Dameneinzel
| Nr. | Spielerin       | Erreichte Runde |
| --- | --------------- | --------------- |
| 01. | Nancy Richey    | Sieg            |
| 02. | Lesley Turner   | Finale          |
| 03. | Rosie Casals    | Halbfinale      |
| 04. | Kerry Reid      | Halbfinale      |
| 05. | Françoise Dürr  | Viertelfinale   |
| 06. | Karen Krantzcke | Achtelfinale    |

| Nr. | Spielerin         | Erreichte Runde |
| --- | ----------------- | --------------- |
| 07. | Betty Stöve       | Achtelfinale    |
| 08. | Jan Lehane        | Achtelfinale    |
| 09. | Judy Tegart       | 2. Runde        |
| 10. | Gail Sherriff     | Viertelfinale   |
| 11. | Lorraine Robinson | Viertelfinale   |
| 12. | Fay Toyne         | 2. Runde        |

## Herrendoppel
| Nr. | Paarung                    | Erreichte Runde |
| --- | -------------------------- | --------------- |
| 01. | John Newcombe Tony Roche   | Sieg            |
| 02. | Bill Bowrey Owen Davidson  | Finale          |
| 03. | Arthur Ashe Cliff Richey   | Viertelfinale   |
| 04. | Roy Emerson Warren Jacques | Halbfinale      |

| Nr. | Paarung                              | Erreichte Runde |
| --- | ------------------------------------ | --------------- |
| 05. | Mark Cox Graham Stilwell             | Viertelfinale   |
| 06. | Jim McManus Jim Osborne              | Viertelfinale   |
| 07. | Will Coghlan Dave Power              | Halbfinale      |
| 08. | Kenneth Andersson Claude de Gronckel | Achtelfinale    |

## Damendoppel
| Nr. | Paarung                          | Erreichte Runde |
| --- | -------------------------------- | --------------- |
| 01. | Judy Tegart Lesley Turner        | Sieg            |
| 02. | Rosie Casals Nancy Richey        | Viertelfinale   |
| 03. | Karen Krantzcke Kerry Reid       | Viertelfinale   |
| 04. | Betty Stöve Lidy Venneboer       | Halbfinale      |
| 05. | Françoise Dürr Jan Lehane        | Viertelfinale   |
| 06. | Lorraine Robinson Evelyne Terras | Finale          |

## Mixed
| Nr. | Paarung                     | Erreichte Runde |
| --- | --------------------------- | --------------- |
| 01. | Tony Roche Judy Tegart      | Finale          |
| 02. | Owen Davidson Lesley Turner | Sieg            |
| 03. | Arthur Ashe Nancy Richey    | Viertelfinale   |
| 04. | Jim McManus Rosie Casals    | Viertelfinale   |

| Nr. | Paarung                        | Erreichte Runde |
| --- | ------------------------------ | --------------- |
| 05. | Bill Bowrey Françoise Dürr     | Halbfinale      |
| 06. | Ray Ruffels Jan O’Neill        | Halbfinale      |
| 07. | Claude de Gronckel Betty Stöve | Achtelfinale    |
| 08. | Will Coghlan Lorraine Robinson | Achtelfinale    |